# Mitt i elden
Mitt i elden (engelska: Too Hot to Handle) är en amerikansk film från 1938.

## Handling
Två tävlande journalfilmsfotografer slår sig samman för att hitta en flygares bror, som försvunnit i Amazonas regnskog.

### Fotnoter
1. ↑  ”Too Hot to Handle” (på engelska). IMDB. 6 juni 1938. http://www.imdb.com/title/tt0030879/. Läst 5 oktober 2014.